# Biggekerke
Biggekerke es una localidad del municipio de Veere, en la provincia de Zelanda (Países Bajos). Está situada a unos 6 km al noroeste de Flesinga. Constituyó municipio propio hasta 1966.
En 2001 tenía 602 habitantes en su núcleo y un total de 910 en toda su área.